# Huajicori (kommun)
Huajicori är en kommun i Mexiko.   Den ligger i delstaten Nayarit, i den centrala delen av landet, 700 km nordväst om huvudstaden Mexico City.
Följande samhällen finns i Huajicori:
- Huajicori
- Quiviquinta
- El Riíto
- Contadero
- Zonteco
- El Arrayán
- El Aserradero
- Pachecos
- La Murallita
- Valle Morelos
- Llano de Tenepanta
- El Salto